# 1080 Orchis
Az 1080 Orchis (ideiglenes jelöléssel 1927 QB) a Naprendszer kisbolygóövében található aszteroida. Karl Wilhelm Reinmuth fedezte fel 1927. augusztus 30-án.